# Leucopaxillus giganteus
Agarico gigante o anche Cardinale gigante (Campania) (Leucopaxillus giganteus (Sowerby) Singer, Schweiz. Z. Pilzk., 1982A Sondernummer 123 (Mycologia Helvetica) 17: 14 (1939)) è un fungo della famiglia delle Tricholomataceae.

## Etimologia
Dal latino giganteus = gigante, per le sue dimensioni.

## Descrizione

### Cappello
30 cm di diametro, prima convesso, poi appianato, imbutiforme
margineinvoluto, solcato o fessurato
cuticolabiancastra, poi crema, asciutta

### Lamelle
Fitte, decorrenti sul gambo; color ocra chiaro, poi brunastre al tocco; facilmente staccabili dal cappello, biforcate.

### Gambo
Cilindrico, tenace, concolore al cappello, 6-7 x 3–5 cm.

### Carne

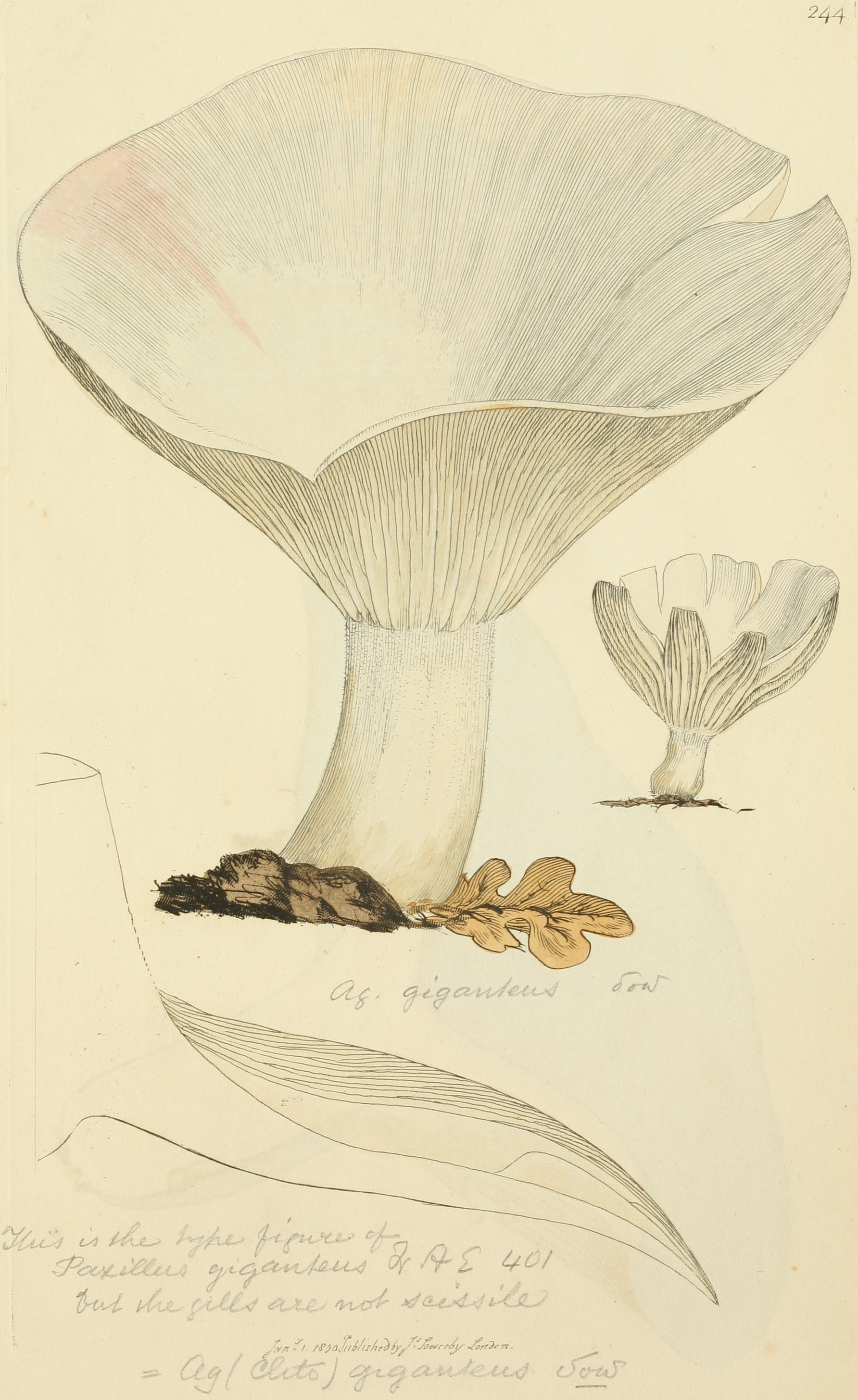
Tavola n.244 del Coloured Figures of English Fungi or Mushrooms di James Sowerby

bianca
- Odore: farinaceo.
- Sapore: dolciastro.

## Caratteri microscopici
SporeBianche in massa. Ellittiche, lisce e biguttulate senza poro germinativo, amiloidi. Dimensioni 6-10 x 5-7 µm.

## Reazioni chimiche
L. giganteus contiene un principio attivo chiamato clitocina che ha un'attività antibiotica nei confronti del Bacillus cereus e del Bacillus subtilis. Si è dimostrato in vitro che la clitocina provochi anche apoptosi (morte cellulare) nelle cellule tumorali del cancro della cervice (HeLa). Il micelio di L. giganteus coltivato in idrocoltura, produce fenoli e flavonoidi con attività antiossidante.

## Distribuzione e habitat
Fruttifica da luglio a novembre in zone fresche, tra l'erba, nei pascoli, spesso in cerchi.

## Commestibilità
Buono.

## Tassonomia

### Sinonimi e binomi obsoleti
- Agaricus giganteus Sowerby, Col. fig. Engl. Fung. Mushr. (London): pl. 420 (1794)
- Aspropaxillus giganteus (Sowerby) Kühner & Maire, Bull. trimest. Soc. mycol. Fr. 50: 13 (1934)
- Clitocybe gigantea (Sowerby) Quél., Mém. Soc. Émul. Montbéliard, Sér. 2 5: 88 (1872)
- Omphalia geotropa var. gigantea (Sowerby) Quél., Enchir. fung. (Paris): 23 (1886)
- Paxillus giganteus (Sowerby) Fr., Hymenomyc. eur. (Upsaliae): 401 (1874)